# Одиноке
Одиноке́ — село в Україні, у Львівському районі Львівської області. Населення становить 176 осіб. Орган місцевого самоврядування - Щирецька селищна рада.

## Населення
За даними всеукраїнського перепису населення 2001 року, у селі мешкало 176 осіб. Мовний склад села був таким:
| Мова       | Число ос. | Відсоток |
| ---------- | --------- | -------- |
| українська | 176       | 100      |